# Ornithocephalus dunstervillei
Ornithocephalus dunstervillei är en orkidéart som beskrevs av Antonio Luiz Vieira Toscano och Germán Carnevali. Ornithocephalus dunstervillei ingår i släktet Ornithocephalus och familjen orkidéer. Inga underarter finns listade i Catalogue of Life.